# Petrelik Island
Petrelik Island (englisch; bulgarisch остров Петрелик ostrow Petrelik) ist eine felsige, in südwest-nordöstlicher Ausrichtung 0,38 km lange und 0,2 km breite Insel im Südwesten des Hamburghafens der Anvers-Insel im Palmer-Archipel vor der Westküste der Antarktischen Halbinsel. Sie liegt 10,45 km nordöstlich der Gerlache-Insel und 8,85 km südwestlich des Bonnier Point. Nach Südosten trennt sie zur Emen Island eine 160 m breite Passage.
Britische Wissenschaftler kartierten sie 1974. Die bulgarische Kommission für Antarktische Geographische Namen benannte sie 2013 nach der Ortschaft Petrelik im Südwesten Bulgariens.